# 奈舍市镇
奈舍市镇（瑞典語：Nässjö kommun）是瑞典南部延雪平省的一个市镇。其治所位于奈舍。